# Lophyroplectus oblongopunctatus
Lophyroplectus oblongopunctatus är en stekelart som först beskrevs av Hartig 1838.  Lophyroplectus oblongopunctatus ingår i släktet Lophyroplectus och familjen brokparasitsteklar. Arten är reproducerande i Sverige. Inga underarter finns listade i Catalogue of Life.